# Artelida pernobilis
Artelida pernobilis là một loài bọ cánh cứng trong họ Cerambycidae.